# Norwich Castle
Norwich Castle er et middelalderligt slot i byen Norwich, i Norfolk, England. Den blev grundlagt som en motte-and-bailey efter den normanniske erobring af England, da Vilhelm Erobreren (regerede 1066–1087) beordrede opførslen for at have en fæstning i den vigtige by Norwich. Det blev hans eneste borg i East Anglia. Den nævnes første gang i 1075, da Ralph de Gael, jarl af Norfolk, gjorde oprør mod Vilhelm Erobreren, og Norwich Castle blev besat af hans mænd. De blev belejret, og det endte med, at de overgav sig mod forsikringer om, at de ikke ville blive straffet.
Norwich er en af de 48 borge, som nævnes Domesday Book i 1086. At bygge en borg på et sted, hvor der allerede eksisterede bebyggelse kunne kræve, at der blev revet bygninger ned. I Norwich bliver det estimeret, at der lå mellem 17 og 113 huse på det sted, hvor borgen blev opført. Arkæologiske udgravninger i slutningen af 1970'erne afslørede, at borgen bailey var bygget oven på en saksisk kirkegård. Historikeren Robert Liddiard bemærket at "et kig på bylandskabet i Norwich, Durham eller Lincoln tvinger en til at blive opmærksom på den normanniske invasions indvirken". Indtil opførslen af Orford Castle i midten af 1100-tallet af Henrik 2. var Norwhich Castle den eneste store kongelige borg i East Anglia.
Det er et af Norwich 12 heritage sites. I 1894 flyttede 'Norwich Museum' til Norwich Castle og det har været et museum lige siden. I dag er det kendt som Norwich Castle Museum & Art Gallery, og det udstiller vigtige genstande fra området, særligt arkæologiske fund og naturhistoriske arter.